# Chryséis (Océanide)
Pour les articles homonymes, voir Chryséis (homonymie).
Chryséis (en grec ancien Χρυσηίς / Khrusêís) est, dans la mythologie grecque archaïque, une Océanide, fille d'Océan et de Téthys citée par Hésiode dans sa liste d'Océanides.

## Famille
Ses parents sont les titans Océan et Téthys. Elle est l'une de leur multiples filles, les Océanides, généralement au nombre de trois mille, et a pour frères les Dieux-fleuve, eux aussi au nombre de trois mille. Ouranos (le Flot) et Gaïa (la Terre) sont ses grands-parents tant paternels que maternels.

## Mythe
Chryséis n'apparait que dans un mythe: elle était présente avec quelques-unes de ses sœurs, l'une des compagnes de Perséphone, lorsque la jeune fille fut enlevée par Hadès, le dieu des enfers, comme le raconte Perséphone à sa mère Déméter dans l'hymne homérique À Démeter